# Gustaw Paprocki
Gustaw Paprocki (ur. 1845, zm. 1885) – sekretarz wydziału spraw wewnętrznych Rządu Narodowego w powstaniu styczniowym. Więziony w X Pawilonie Cytadeli Warszawskiej. Wyrokiem Audytoriatu Polowego skazany 30 lipca 1864 na karę śmierci, zamienioną na 10 lat ciężkich robót w twierdzach syberyjskich. W 1883 powrócił do Warszawy.